# Federico Ravagli
Federico Ravagli (Bagnacavallo, 28 marzo 1889 – Bologna, 9 giugno 1968) è stato uno scrittore e giornalista italiano.

## Biografia
Dopo la laurea in Giurisprudenza nel 1915 e in Lettere nel 1917 all'Università di Bologna, ottenne il diploma di Magistero nel 1920. Cominciò la sua lunga carriera d'insegnante di scuola superiore presso vari istituti tecnici dell'Emilia-Romagna e delle Marche e presso il liceo italiano di Tripoli. Durante il soggiorno libico fu anche corrispondente del Resto del Carlino e fondò la «Famiglia romagnola in Africa». 
Tornato in Italia, nel 1934 si stabilì a Bologna, dove all'insegnamento affiancò l'attività di conferenziere e giornalista: non solo per il Resto del Carlino, ma anche per il Giornale dell'Emilia e Il Tirreno. Nel 1941 pubblicò Dino Campana e i goliardi del suo tempo, un'elaborazione di scritti e materiali raccolti negli anni giovanili, come i giornali goliardici illustrati dalle firme di Dino Campana, Olindo Guerrini e Alfredo Testoni. Uscì postuma nel 1972 l'opera campaniana da lui curata: Fascicolo Marradese inedito del poeta dei «Canti Orfici».
Profondo conoscitore e divulgatore della cultura romagnola, curò «I quaderni della famiglia romagnola», coltivò la corrispondenza con vari scrittori e studiosi, fra i quali Vittorio Lugli, Federico Comandini, Francesco Serantini, Aldo Spallicci, Luigi Orsini, Alfredo Grilli (1878-1961), Nettore Neri, Guido Guerrini e Pietro Zama.
Le carte di Federico Ravagli inerenti Dino Campana, compresi gli autografi e gli scritti, le pubblicazioni e la corrispondenza di Ravagli quale amico e studioso del poeta, sono conservate presso la Biblioteca comunale dell'Archiginnasio di Bologna. Altro materiale documentario si trova presso Casa Moretti di Cesenatico.

## Opere
- Il parlamento italiano alla fine del 1865, Tripoli, 1927;
- Sui margini della Gefara, Tripoli, 1927;
- Tripolitania nostra, Tripoli, 1929;
- Sulle soglie del continente nero, Maggi, 1931.